# Sadao Satō
Sadao Satō (jap. 佐藤貞雄 Satō Sadao; ur. 8 maja 1949, zm. 23 października 2003) – japoński zapaśnik walczący w stylu klasycznym. Dwukrotny olimpijczyk. Siódmy w Montrealu 1976 i odpadł w eliminacjach w Monachium 1972. Walczył w kategorii 82 – 90 kg.
Odpadł w eliminacjach mistrzostw świata w 1974. Triumfator igrzysk azjatyckich w 1974 roku.